# Јепурени (Мовилени)
Јепурени (рум. Iepureni) насеље је у Румунији у округу Јаши у општини Мовилени. Oпштина се налази на надморској висини од 69 m.

## Становништво
Према подацима из 2002. године у насељу је живело 882 становника, од којих су сви румунске националности.